# Coupe du monde de cyclo-cross 2005-2006
Navigation
2004-2005 2006-2007
La 13e édition de la coupe du monde de cyclo-cross s'est déroulée entre les mois d'octobre 2005 et janvier 2006. Elle comprenait dix manches pour les hommes, sept pour les femmes et six pour les hommes espoirs et juniors. Les vainqueurs dans chacune de ces catégories sont respectivement Sven Nys (classement non officiel), Daphny van den Brand (classement non officiel), Kevin Pauwels et Róbert Gavenda.

## Hommes élites

### Résultats
| #   | Lieu          | Date        | Vainqueur       | Deuxième            | Troisième           |
| --- | ------------- | ----------- | --------------- | ------------------- | ------------------- |
| 1.  | Kalmthout     | 23 octobre  | Sven Nys        | Bart Wellens        | Petr Dlask          |
| 2.  | Tábor         | 29 octobre  | Sven Nys        | Petr Dlask          | Kamil Ausbuher      |
| 3.  | Pijnacker     | 13 novembre | Sven Nys        | Richard Groenendaal | Gerben de Knegt     |
| 4.  | Wetzikon      | 4 décembre  | Sven Nys        | Richard Groenendaal | Bart Wellens        |
| 5.  | Milan         | 8 décembre  | Sven Nys        | Erwin Vervecken     | Enrico Franzoi      |
| 6.  | Igorre        | 11 décembre | Bart Wellens    | Petr Dlask          | Enrico Franzoi      |
| 7.  | Hofstade      | 26 décembre | Sven Nys        | Erwin Vervecken     | Gerben de Knegt     |
| 8.  | Hooglede-Gits | 31 décembre | Sven Nys        | Erwin Vervecken     | Richard Groenendaal |
| 9.  | Liévin        | 15 janvier  | Sven Nys        | Francis Mourey      | John Gadret         |
| 10. | Hoogerheide   | 22 janvier  | Erwin Vervecken | John Gadret         | Enrico Franzoi      |

### Classement final
Il n'y a pas de classement officiel cette saison. Ci-dessous, un classement officieux.
|    | Coureur             | Pays     | Pts  |
| 1  | Sven Nys            | Belgique | 3780 |
| 2  | Erwin Vervecken     | Belgique | 3013 |
| 3  | Bart Wellens        | Belgique | 2620 |
| 4  | Gerben de Knegt     | Pays-Bas | 2479 |
| 5  | Petr Dlask          | Tchéquie | 2158 |
| 6  | Richard Groenendaal | Pays-Bas | 1941 |
| 7  | Enrico Franzoi      | Italie   | 1886 |
| 8  | John Gadret         | France   | 1822 |
| 9  | Sven Vanthourenhout | Belgique | 1772 |
| 10 | Christian Heule     | Suisse   | 1229 |

## Femmes élites

### Résultats
| #  | Lieu          | Date        | Vainqueur            | Deuxième          | Troisième                  |
| -- | ------------- | ----------- | -------------------- | ----------------- | -------------------------- |
| 1. | Kalmthout     | 23 octobre  | Daphny van den Brand | Marianne Vos      | Hanka Kupfernagel          |
| 2. | Pijnacker     | 13 novembre | Daphny van den Brand | Marianne Vos      | Maryline Salvetat          |
| 3. | Milan         | 8 décembre  | Daphny van den Brand | Marianne Vos      | Hanka Kupfernagel          |
| 4. | Hofstade      | 26 décembre | Daphny van den Brand | Hanka Kupfernagel | Maryline Salvetat          |
| 5. | Hooglede-Gits | 31 décembre | Daphny van den Brand | Hanka Kupfernagel | Lyne Bessette              |
| 6. | Liévin        | 15 janvier  | Daphny van den Brand | Marianne Vos      | Lyne Bessette              |
| 7. | Hoogerheide   | 22 janvier  | Daphny van den Brand | Hanka Kupfernagel | Mirjam Melchers-Van Poppel |

### Classement final
Pas de classement officiel
|   | Coureur              | Pays     | Pts |
| 1 | Daphny van den Brand | Pays-Bas |     |
| 2 | Marianne Vos         | Pays-Bas |     |
| 3 | Maryline Salvetat    | France   |     |

## Hommes espoirs

### Résultats
| #  | Lieu          | Date        | Vainqueur           | Deuxième            | Troisième             |
| -- | ------------- | ----------- | ------------------- | ------------------- | --------------------- |
| 1. | Kalmthout     | 23 octobre  | Niels Albert        | Kevin Pauwels       | Romain Villa          |
| 2. | Wetzikon      | 4 décembre  | Kevin Pauwels       | Romain Villa        | Marco Aurelio Fontana |
| 3. | Hofstade      | 26 décembre | Niels Albert        | Zdeněk Štybar       | Rob Peeters           |
| 4. | Hooglede-Gits | 31 décembre | Clément Lhotellerie | Lukas Flückiger     | Dieter Vanthourenhout |
| 5. | Liévin        | 15 janvier  | Kevin Pauwels       | Lukas Flückiger     | Clément Lhotellerie   |
| 6. | Hoogerheide   | 22 janvier  | Lars Boom           | Sebastian Langeveld | Marco Aurelio Fontana |

### Classement final
|   | Coureur               | Pays     | Pts |
| 1 | Kevin Pauwels         | Belgique | 236 |
| 2 | Romain Villa          | France   | 181 |
| 3 | Dieter Vanthourenhout | Belgique | 176 |
| 4 | Lukas Flückiger       | Suisse   | 165 |
| 5 | Marco Aurelio Fontana | Italie   | 164 |

## Hommes juniors

### Résultats
| #  | Lieu          | Date        | Vainqueur        | Deuxième       | Troisième          |
| -- | ------------- | ----------- | ---------------- | -------------- | ------------------ |
| 1. | Kalmthout     | 23 octobre  | Tom Meeusen      | Róbert Gavenda | Jim Aernouts       |
| 2. | Wetzikon      | 4 décembre  | Róbert Gavenda   | David Menger   | Tom Meeusen        |
| 3. | Hofstade      | 26 décembre | Róbert Gavenda   | Boy van Poppel | Dave De Cleyn      |
| 4. | Hooglede-Gits | 31 décembre | Róbert Gavenda   | Boy van Poppel | Tom Meeusen        |
| 5. | Liévin        | 15 janvier  | Róbert Gavenda   | Boy van Poppel | Cristian Cominelli |
| 6. | Hoogerheide   | 22 janvier  | Yannick Martinez | Boy van Poppel | Dries Govaerts     |

### Classement final
|   | Coureur            | Pays      | Pts |
| 1 | Róbert Gavenda     | Slovaquie | 260 |
| 2 | Tom Meeusen        | Belgique  | 211 |
| 3 | Boy van Poppel     | Pays-Bas  | 176 |
| 4 | Cristian Cominelli | Italie    | 163 |
| 5 | Aurélien Duval     | France    | 156 |